# 斯里拉姆·辛格
斯里拉姆·辛格·谢卡瓦特（英語：Sriram Singh Shekhawat，1948年11月14日—），印度前中距离跑运动员。他曾获得1974年亚洲运动会和1978年亚洲运动会男子800米金牌。他也参加了1972年夏季奥林匹克运动会。